# Siempre a tu lado, Hachiko
Siempre a tu lado, Hachikō (Hachi: A Dog's Tale en inglés) es una película dramática estadounidense de 2009 basada en la historia real del fiel perro japonés Hachikō. Es una nueva versión de la cinta japonesa de 1987 Hachikō Monogatari, dirigida por Seijirō Kōyama. Escrita por Stephen P. Lindsey, fue dirigida por Lasse Hallström y protagonizada por Richard Gere, Joan Allen y Sarah Roemer.
En Japón se estrenó el 8 de agosto de 2009. En Estados Unidos se proyectó en el Festival Internacional de Seattle el 13 de junio del mismo año antes de su distribución en salas, que se inició el 18 de diciembre.

## Historia
La película empieza en la época presente, donde varios alumnos realizan una narración oral sobre sus héroes favoritos a la clase. Uno de los alumnos, Ronnie (Kevin DeCoste) empieza a contar la historia de Hachikō, el perro de su abuelo. La trama retrocede en el tiempo donde un cachorro de raza Akita criado por un monje budista en Japón es llevado por encargo a Estados Unidos, pero la jaula donde estaba el animal se cae del portamaletas del vehículo que lo transportaba y se extravía en la estación de ferrocarriles donde el profesor de música Parker Wilson (Richard Gere) lo encuentra vagando. De pronto Wilson no tarda en sentirse cautivado por el animal y decide llevárselo a casa tras la negativa del controlador de la estación, Carl (Jason Alexander), de quedárselo; una vez en casa se encuentra también con la negativa de Cate (Joan Allen), su mujer, a mantener al perro.
A la mañana siguiente, Parker espera que alguien reclame al animal perdido, pero no recibe contestación, por lo que se lo lleva consigo al trabajo donde Ken Fujiyoshi (Cary-Hiroyuki Tagawa) traduce el símbolo del collar del cachorro como 'Hachi', por lo que decide ponerle de nombre Hachi. De paso, Ken señala que los dos están destinados a quedarse juntos. De vuelta a casa, Parker intenta jugar con Hachi, pero el animal no muestra interés alguno. Mientras los observa, Cate recibe la llamada de alguien que quiere adoptar al perro; sin embargo, al ver el vínculo que une a Parker con Hachi, decide quedarse con el cachorro.

## Reparto
- Richard Gere - Parker Wilson
- Joan Allen - Cate Wilson
- Cary-Hiroyuki Tagawa - Ken
- Sarah Roemer - Andy Wilson
- Jason Alexander - Carl
- Erick Avari - Shabir
- Davenia McFadden - Mary Anne
- Kevin DeCoste - Ronnie
- Tora Hallstrom - Heather
- Robbie Sublett - Michael

### Reparto canino
- Hachiko  fue interpretado por tres perros de raza Akita llamados Chico, Layla y Forest. Cada cual representaba un periodo diferente de la vida del perro.

## Recepción
En el portal de internet Rotten Tomatoes, la película alcanza un 63% de valoración, basada en 26 reseñas, con una calificación de 5,7/10 por parte de la crítica, mientras que de parte de la audiencia tiene una aprobación de 85%, basada en 14 331 votos y con una calificación de 4,1/5. En el sitio web IMDb los usuarios le otorgan una puntuación de 8,1/10 sobre la base de más de 172 000 votos.